# Vladimir Rebikov
 (juillet 2023).
Si vous disposez d'ouvrages ou d'articles de référence ou si vous connaissez des sites web de qualité traitant du thème abordé ici, merci de compléter l'article en donnant les références utiles à sa vérifiabilité et en les liant à la section « Notes et références ».
Vladimir Ivanovitch Rebikov (en russe : Влади́мир Ива́нович Ре́биков, Vladi'mir Iva'novič Re'bikov, transcrit aussi Rebikow et Rébikoff), né le 31 mai 1866 à Krasnoïarsk en Sibérie — mort le 4 août 1920 à Yalta en Crimée, est un compositeur et pianiste russe.

## Biographie
Vladimir Rebikov commença son apprentissage du piano avec sa mère ; ses sœurs étaient également pianistes. Il étudia la philosophie à l'université de Moscou. En musique, il fut l'élève de Nikolai Klenovsky (un élève de Tchaïkovski), puis, pendant trois ans, il étudia à Berlin et Vienne avec K. Meyerberger (théorie), O. Yasch (instrumentation) et H. Müller (piano). À partir de 1893, il enseigna à Moscou, Kiev et Odessa, et en 1897 il fonda une école de musique à Kichinev. Rebikov donna des concerts dans différentes parties de l'Empire russe ainsi qu'à Berlin, Vienne, Prague, Leipzig, Florence et Paris, où il rencontra Claude Debussy, Oskar Nedbal, Zdeněk Nejedlý, entre autres. Rebikov s'installa en 1909 à Yalta, où il meurt en 1920.

## Œuvre
Dans les œuvres de jeunesse de Rebikov transparaît l'influence de Tchaïkovski. Il écrivit des miniatures pour piano (suites, cycles, et albums), des chœurs d'enfants, et des mélodies. 
Inspiré par le symbolisme, Rebikow prit souvent comme sujet de ses pièces des œuvres littéraires ou picturales assez populaires à son époque. Un certain nombre d'œuvres pour piano de Rebikov, en particulier les Esquisses-humeurs, furent écrites sous l'influence de la peinture d'Arnold Böcklin. Le compositeur a aussi écrit plusieurs cycles de mélodies sur des vers du poète Valéry Brioussov, avec lequel il était lié par une longue amitié.
Parmi ses cycles de mélodies, on trouve aussi Basni v litsakh (Les Fables en visages), d'après Ivan Krylov. Il écrivit aussi une œuvre scénique nommée Les Fables de Krylov (ca. 1900).
Le langage de Rebikov utilise une harmonie avancée, avec des accords de septième et de neuvième, des dissonances non résolues, de la polytonalité, ainsi que des harmonies basées sur des quartes et quintes à vide. 
Suivant ses prédécesseurs russes, il a un goût prononcé pour la gamme par tons – ainsi dès 1899 il écrit une pièce intégralement dans ce mode : Les démons s'amusent (dans la suite mélomimique Les Rêves op. 15). 
Il expérimente aussi de nouvelles formes, par exemple dans ses pièces pour piano : Mélomimiques op. 10 (1898), et Rythmodéclamations, dans lesquelles la musique et le mime sont combinés. Aspirer et attendre op. 25 est décrit comme un « tableau musical-psychologique ». 
Rebikov a aussi expérimenté l'usage du sprechgesang, en particulier dans Dvoryanskoïe Gnezdo (Le Nid de gentilhomme), op. 55.
Ses pièces d'orchestres et de scène comprennent plus de dix opéras comme Yolka (Ёлка - L'Arbre de Noël) et deux ballets.
« Rebikov était déjà une figure oubliée au moment de sa mort à l'âge de 54 ans. Il était amer et désabusé, convaincu, à tort, que les compositeurs tels que Debussy, Scriabine et Stravinsky avaient dû leur notoriété au vol de ses idées. Ironiquement, Rebikov est plus connu pour des œuvres mineures dans des genres de salon. Son rôle d'important et précoce instigateur des techniques du XXe siècle mérite d'être plus largement reconnu. »
— Uncle Dave Lewis, in All Music Guide

## Opéras
- V grozou (В грозу — Dans la Tempête), op. 5, d'après Vladimir Korolenko 1863, créé en 1894 à Odessa
- Yolka (Ёлка — L'Arbre de Noël) d'après Dostoïevski, Andersen et Hauptmann, 1900, créé en 1903.
- Bezdna (Бездна — Abysse), d'après Léonide Andreïev, 1907
- Jenchtchina s kinjalom (Женщина с кинжалом — La Femme à la dague), d'après Arthur Schnitzler, 1910
- Dvoryanskoïe Gnezdo (Дворянское Гнездо — Nid de gentilhomme), op. 55, d'après Ivan Tourgueniev, 1916